# Distretto di Sucheng
Il distretto di Sucheng (宿城区S, Sùchéng QūP) è un distretto della Cina, situato nella provincia di Jiangsu e amministrato dalla prefettura di Suqian.